# Mata Roma
Mata Roma é um município brasileiro do estado do Maranhão, localizado na Mesorregião do Leste Maranhense e Micrroregião de Chapadinha. Sua população estimada em 2018 era de 16.679 habitantes.

## História
A colonização conhecida inicia-se com a concessão, por parte do Rei Dom João V, a Anna Maria Cavalcante de Albuquerque, de uma Data de Sesmaria para criação de gado bovino. Com 3 léguas de comprido por 1 légua de largo nas margens esquerda e direita do riacho Estiva (atual riacho Estrela), por estas terras, no Período Colonial, passava um antigo caminho de boiadas que ligava a Casa Forte do Iguará ao Piauí.
Esta Sesmaria posteriormente foi adquirida pelo capitão Antônio Raulino Garrett (1754-1840), grande proprietário de escravos, para o cultivo de algodão. A produção de algodão para exportação passou a ser a principal atividade agrícola da fazenda por toda a primeira metade do século XIX.
A fazenda Estrela foi incendiada e as finanças da família Garrett foram duramente abaladas durante a Balaiada, quando o capitão Antônio Raulino Garrett foi assassinado pelos seus escravos revoltosos, mas suas atividades agrícolas foram continuadas após o fim da rebelião.
Com a movimentação em torno da grande fazenda, situada à beira do caminho da boiada, surge uma povoação denominada Arraial Estrela que, posteriormente, virou distrito de Brejo dos Anapurus e de Chapadinha. Junto a este povoado surgiu um outro povoado de nome Santa Rita, em homenagem a Maria Rita Garrett, uma das filhas do capitão Antônio Raulino Garrett.
Na segunda metade do século XIX, o alferes Antônio Bernardino Garreto, filho de Maria Rita, estabeleceu sede de sua fazenda a aproximadamente uma légua da casa de sua mãe, na mesma data de sesmaria Estiva. Esta fazenda, nomeada em homenagem a São Francisco, posteriormente seria convertida no povoado São Francisco. 
Em 1942, a localidade contava com 8 casas cobertas de palha e uma de telha, de propriedade de Manoel Garreto de Souza (1920-2017), neto de Antônio Bernardino Garreto. 
O fluxo imigratório de protestantes, verificado em 1946, contribuiu para o aumento populacional e para a mudança de seu nome para Redenção. 
Sob a liderança de Manoel Garreto de Souza, o povoado ganhou importância comercial e econômica. Em 1947 foi aberta a primeira casa comercial do povoado (Firma Rodrigues & Garreto), com venda de tecidos, miudezas e gêneros da região.
No final de 1947, foi criada a primeira escola do município, sob a direção da professora Maria Madalena Gomes Almeida. Em 1949, assumiu a direção da mesma o professor Guilherme Gomes Barbosa, que permaneceu como diretor até o início da década de 1960. A criação da escola contribuiu para seu crescimento do povoado Redenção, pois muitas famílias migraram dos povoados vizinhos com propósito de colocar seus filhos para estudar.  
A primeira tentativa de emancipação deu-se a 07 de Setembro de 1959, quando a Câmara Municipal de Chapadinha aprovou o projeto nº 07/59 elevando Redenção a categoria de cidade com o nome Newton de Barros Bello. Porém, incidentes ocorridos entre o presidente da câmara e o prefeito de Chapadinha, tornaram nulo o referido projeto.
Em dezembro de 1961 a Câmara Municipal de Chapadinha aprovou, por unanimidade, o projeto de nº 12/61, concedendo novamente a emancipação política do povoado. Desta vez, nomeado Mata Roma, em homenagem ao ilustre intelectual professor José da Mata de Oliveira Roma (1896-1959), filho de Chapadinha.
A criação deste município foi aprovada e sancionada na Assembleia Legislativa do Estado do Maranhão, através do decreto lei nº 2.182 de 30 de dezembro de 1961, e pelo então governador, Newton de Barros Bello. A inauguração de Mata Roma deu-se em 11 de Março de 1962 e Manoel Garreto de Souza foi nomeado primeiro prefeito municipal e homenageado pela população como fundador da cidade. 

### Formação Administrativa
Elevado à categoria de município e distrito com a denominação de Mata Roma, pela lei estadual nº 2182, de 30-12-1961, desmembrado de Chapadinha. Sede no atual distrito de Mata Roma ex-povoado constituído do distrito sede. Instalado em 11-03-1962.
Em divisão territorial datada de 31-XII-1963, o município é constituído do distrito sede.
Assim permanecendo em divisão territorial datada de 2005.

## Geografia
A área do município de Mata Roma é de 548,581 quilômetros quadrados, o que o coloca na posição 161 dentre as 217 cidades do Maranhão.
| Área da unidade territorial [2024] | 548,581 km²                       |
| Hierarquia urbana [2018]           | Centro Local                      |
| Região de Influência [2018]        | Chapadinha - Centro Subregional B |
| Região intermediária [2024]        | São Luís                          |
| Região imediata [2024]             | Chapadinha                        |
| Mesorregião [2022]                 | Leste Maranhense                  |
| Microrregião [2022]                | Chapadinha                        |

Fonte: IBGE
| Bioma predominante [2024]             | Cerrado      |
| Sistema Costeiro-Marinho [2019]       | Não pertence |
| Área urbanizada [2019]                | 3,82 km²     |
| Esgotamento sanitário adequado [2010] | 14,5 %       |
| Arborização de vias públicas [2010]   | 57,7 %       |
| Urbanização de vias públicas [2010]   | 0 %          |

Fonte: IBGE
Educação
| Taxa de escolarização de 6 a 14 anos de idade [2010]             | 96,3 %           |
| IDEB – Anos iniciais do ensino fundamental (Rede pública) [2023] | 4,1              |
| IDEB – Anos finais do ensino fundamental (Rede pública) [2023]   | 3,7              |
| Matrículas no ensino fundamental [2023]                          | 2.868 matrículas |
| Matrículas no ensino médio [2023]                                | 846 matrículas   |
| Docentes no ensino fundamental [2023]                            | 224 docentes     |
| Docentes no ensino médio [2023]                                  | 44 docentes      |
| Número de estabelecimentos de ensino fundamental [2023]          | 23 escolas       |
| Número de estabelecimentos de ensino médio [2023]                | 2 escolas        |

Fonte: IBGE
Economia
| PIB per capita [2021]                                                                           | 10.468,37 R$     |
| Índice de Desenvolvimento Humano Municipal (IDHM) [2010]                                        | 0,570            |
| Total de receitas brutas realizadas [2023]                                                      | 86.227.723,13 R$ |
| Transferências correntes (Percentual em relação às receitas correntes brutas realizadas) [2023] | 81,31 %          |
| Total de despesas brutas empenhadas [2023]                                                      | 85.751.615,67 R$ |

Fonte: IBGE
| Salário médio mensal dos trabalhadores formais [2022]                                            | 1,9 salários mínimos |
| Pessoal ocupado [2022]                                                                           | 1.261 pessoas        |
| População ocupada [2022]                                                                         | 7,38 %               |
| Percentual da população com rendimento nominal mensal per capita de até 1/2 salário mínimo [2010 | 55,4 %               |

Fonte: IBGE